# José Pinheiro
José Pinheiro, né le 13 juin 1945 à Paris, est un réalisateur français d'origine portugaise.

## Filmographie

### Cinéma
- 1982 : Family Rock, avec Christophe Malavoy
- 1983 : Les Mots pour le dire
- 1985 : Parole de flic
- 1986 : Les Roses de Matmata
- 1986 : Mon bel amour, ma déchirure
- 1988 : Ne réveillez pas un flic qui dort
- 1990 : La Femme fardée
- 2019 :  Give me a drink

### Télévision
- 1980 : Les Beaux Dimanches, téléfilm avec Roger Miremont, Bouboule et Bernadette Robert
- 1992 : Maigret et les plaisirs de la nuit, avec Bruno Cremer
- 1997-1998-2001-2004-2005 : Navarro (épisodes "Un mari violent", "Un bon flic", "Terreur à domicile", "Une fille en flammes", "Graine de Macadam", "Une affaire brûlante", "La mort un dimanche", "Une femme aux abois", série télévisée avec Roger Hanin, Jean-François Poron
- 1999 : Juliette : service(s) compris, avec Claire Keim
- 2002 : Fabio Montale, avec Alain Delon
- 2003 : Ne meurs pas, avec Roger Hanin
- 2003 : Le Lion, avec Alain Delon
- 2007 : L'étrangère (La Forestera) avec Anne Caillon et Thomas Jouannet.
- 2008 : Un vrai Papa Noël, avec Jean-Marie Bigard
- 2012 : Les Fauves

### Monteur
- 1970 : Macédoine de Jacques Scandelari
- 1972 : Pink Floyd: Live at Pompeii de Adrian Maben
- 1975 : Ce Cher Victor de Robin Davis
- 1977 : Le Cœur froid d'Henri Helman
- 1979 : La Guerre des polices de Robin Davis